# Dypsis forficifolia
Dypsis forficifolia är en enhjärtbladig växtart som beskrevs av Noronha och Carl Friedrich Philipp von Martius. Dypsis forficifolia ingår i släktet Dypsis och familjen Arecaceae. IUCN kategoriserar arten globalt som livskraftig. Inga underarter finns listade i Catalogue of Life.